# Lourmais
Lourmais est une commune française située dans le département d'Ille-et-Vilaine en région Bretagne, peuplée de 335 habitants.

## Géographie

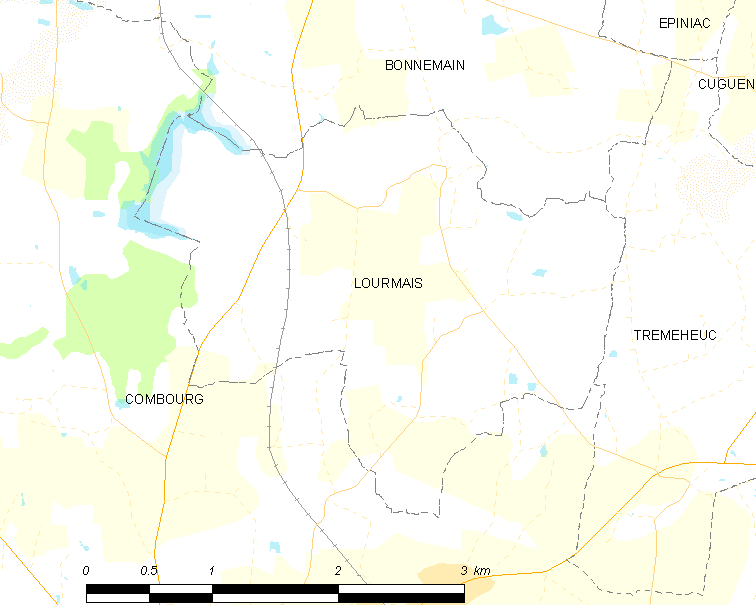
Carte de la commune.

|          | Bonnemain |           |
|          | Lourmais  | Trémeheuc |
| Combourg |           |           |

### Hydrographie
Pour un article plus général, voir Réseau hydrographique d'Ille-et-Vilaine.
La commune est située dans le bassin Loire-Bretagne. Elle est drainée par le Biez Jean, la Bouteillerie,.
Le Biez Jean, d'une longueur de 30 km, prend sa source dans la commune  et se jette  dans la baie du Mont-Saint-Michel en limite de Saint-Benoît-des-Ondes et de Hirel. 
La Bouteillerie, d'une longueur de 13 km, prend sa source dans la commune de Trémeheuc et se jette  dans le Linon à Meillac, après avoir traversé quatre communes. 

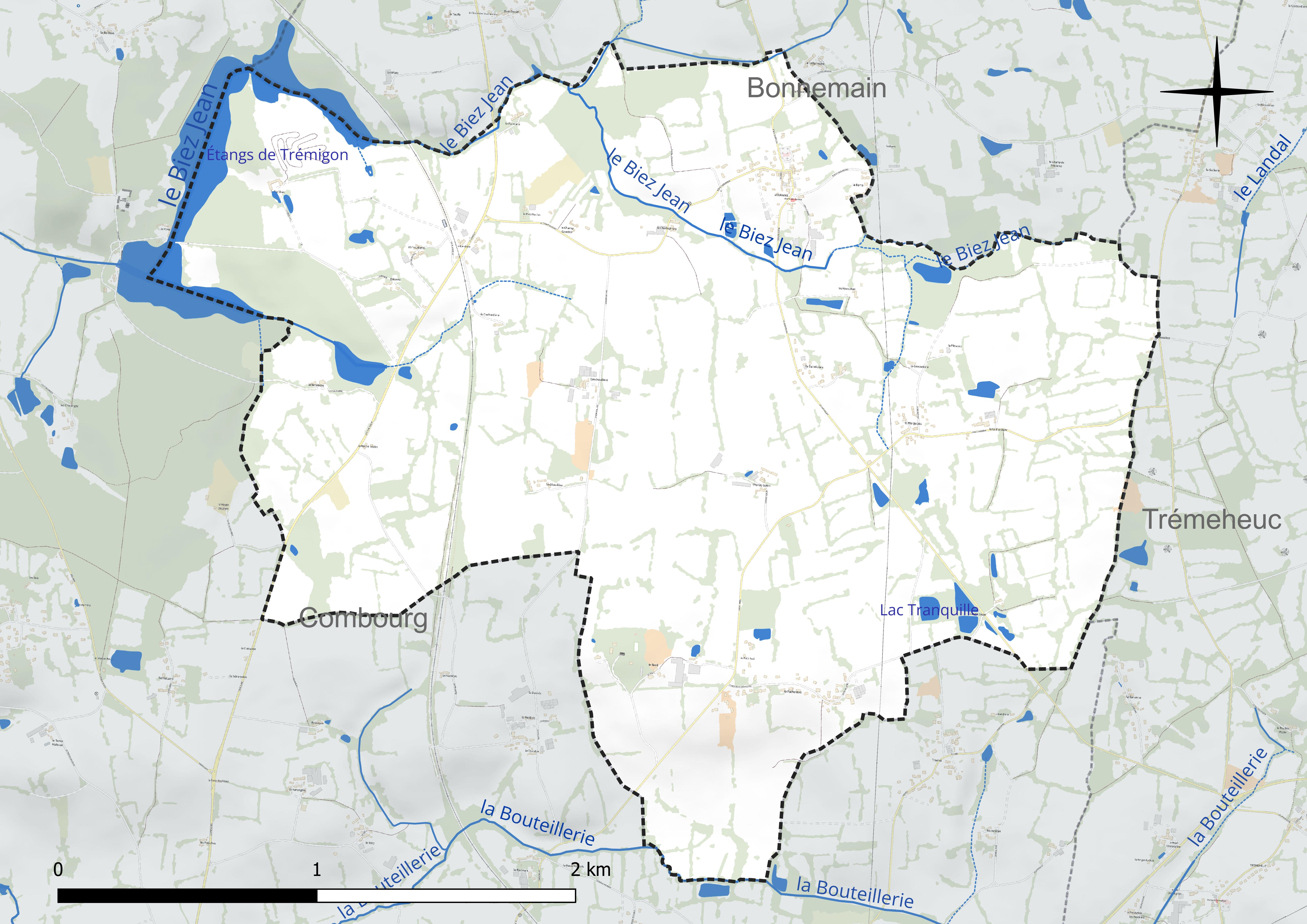
Réseau hydrographique de Lourmais.

Deux plans d'eau complètent le réseau hydrographique : le lac Tranquille, d'une superficie totale de 27,9 ha (1,56 ha sur la commune) et les étangs de Trémigon, d'une superficie totale de 24,9 ha (9,35 ha sur la commune),.

### Climat
Pour des articles plus généraux, voir Climat de la Bretagne et Climat d'Ille-et-Vilaine.
En 2010, le climat de la commune est de type climat océanique franc, selon une étude du CNRS s'appuyant sur une série de données couvrant la période 1971-2000. En 2020, Météo-France publie une typologie des climats de la France métropolitaine dans laquelle la commune est exposée à un climat océanique et est dans la région climatique Bretagne orientale et méridionale, Pays nantais, Vendée, caractérisée par une faible pluviométrie en été et une bonne insolation. Parallèlement l'observatoire de l'environnement en Bretagne publie en 2020 un zonage climatique de la région Bretagne, s'appuyant sur des données de Météo-France de 2009. La commune est, selon ce zonage, dans la zone « Intérieur Est », avec des hivers frais, des étés chauds et des pluies modérées.
Pour la période 1971-2000, la température annuelle moyenne est de 11,2 °C, avec une amplitude thermique annuelle de 12,5 °C. Le cumul annuel moyen de précipitations est de 752 mm, avec 12,5 jours de précipitations en janvier et 7,4 jours en juillet. Pour la période 1991-2020, la température moyenne annuelle observée sur la station météorologique la plus proche, située sur la commune de Feins à 15 km à vol d'oiseau, est de 11,9 °C et le cumul annuel moyen de précipitations est de 816,2 mm,. Pour l'avenir, les paramètres climatiques de la commune estimés pour 2050 selon différents scénarios d'émission de gaz à effet de serre sont consultables sur un site dédié publié par Météo-France en novembre 2022.

## Urbanisme

### Typologie
Au 1er janvier 2024, Lourmais est catégorisée commune rurale à habitat dispersé, selon la nouvelle grille communale de densité à sept niveaux définie par l'Insee en 2022.
Elle est située hors unité urbaine. Par ailleurs la commune fait partie de l'aire d'attraction de Rennes, dont elle est une commune de la couronne,. Cette aire, qui regroupe 183 communes, est catégorisée dans les aires de 700 000 habitants ou plus (hors Paris),.

### Occupation des sols
L'occupation des sols de la commune, telle qu'elle ressort de la base de données européenne d'occupation biophysique des sols Corine Land Cover (CLC), est marquée par l'importance des territoires agricoles (95,9 % en 2018), en diminution par rapport à 1990 (98,2 %). La répartition détaillée en 2018 est la suivante :
zones agricoles hétérogènes (60,9 %), terres arables (22,4 %), prairies (12,6 %), milieux à végétation arbustive et/ou herbacée (2,3 %), eaux continentales (1,7 %), forêts (0,1 %). L'évolution de l'occupation des sols de la commune et de ses infrastructures peut être observée sur les différentes représentations cartographiques du territoire : la carte de Cassini (XVIIIe siècle), la carte d'état-major (1820-1866) et les cartes ou photos aériennes de l'IGN pour la période actuelle (1950 à aujourd'hui).

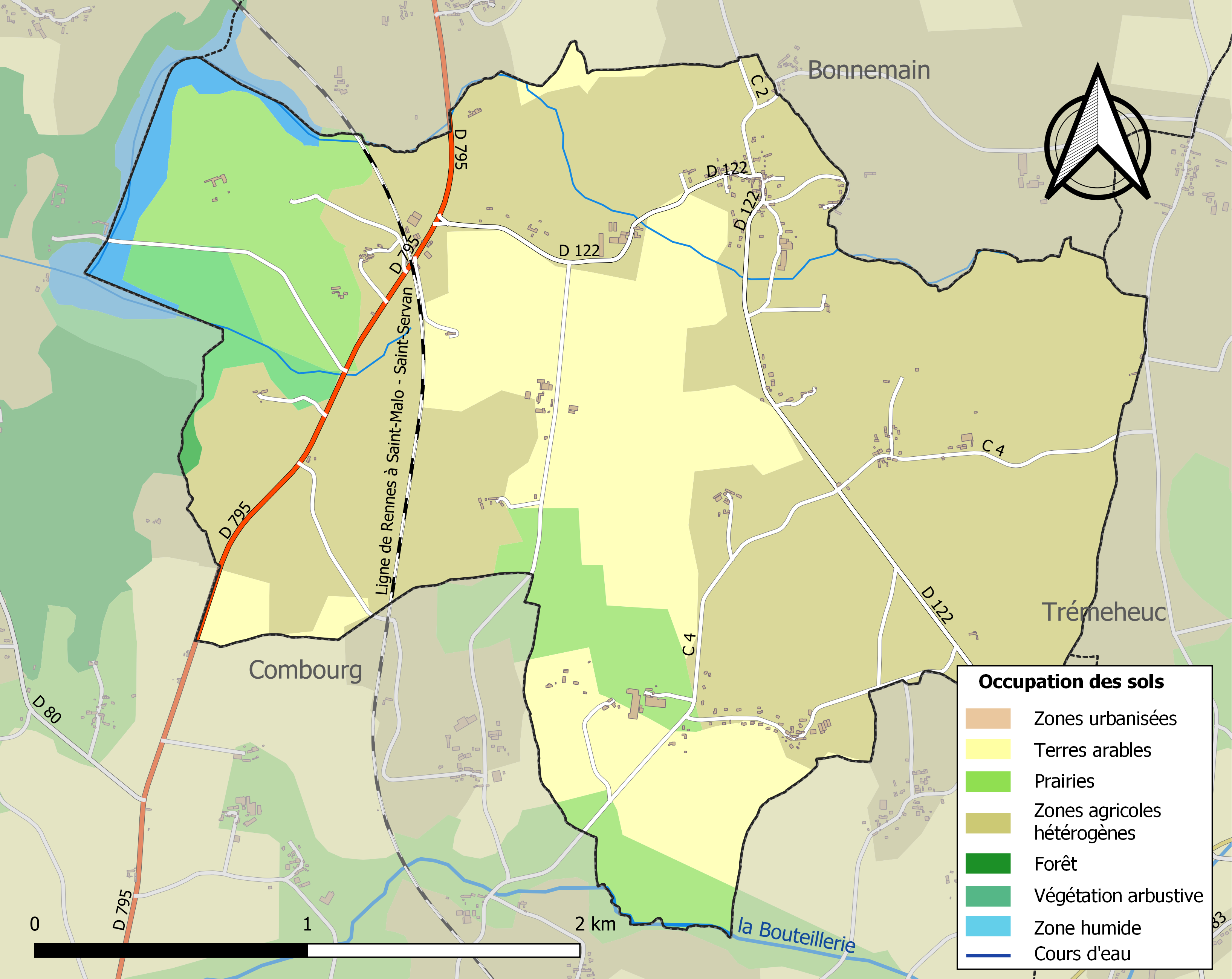
Carte des infrastructures et de l'occupation des sols de la commune en 2018 (CLC).

## Toponymie
Le nom de la localité est attesté sous les formes Ulmeto au XIIIe siècle, Lormeio en 1319.
Lourmais viens probablement de la végétation qui devait caractériser la commune[réf. nécessaire]. En effet, l'orme se dit en latin Ulmus, en gallo ourmet ou ourmâ, des ourmaos au pluriel. Ce qui aurait donné l'Ourmet puis Lourmais.
Loumâs en gallo.
L'Office public de la langue bretonne propose la forme An Oulmeg en breton.
Le gentilé est Lourmaisien.

## Histoire
La première mention de la paroisse de Lourmais date de 1319. Elle dépendait auparavant de celle de Combourg.
Extrait du pouillé historique de l'archevêché de Rennes publié à Rennes en 1884 par le chanoine Guillotin de Corson :
« 
Autrefois du diocèse de Saint-Malo, de l'archidiaconé de Dinan et du doyenné de Bécherel. En 1884, de l'archidiocèse de Rennes, de l'archidiaconé de Saint-Malo et du doyenné de Combourg.
ORIGINES : Quoique nous ignorions les commencements de cette paroisse, il est toutefois certain que l'église de Lourmais fut donnée d'assez bonne heure aux moines bénédictins de l'abbaye de Marmoutier de Tours. Nous voyons, en effet, ces religieux posséder encore en 1319 le patronage de l'église de Lourmais, dont le recteur était alors présenté par le prieur de Combourg : Ecclesia de Lormeio quam dat dominus prior Comburni
Au XVIIIe siècle, le prieur de Combourg levait encore les dîmes de la paroisse de Lourmais, mais il ne présentait plus le recteur, que l'évêque nommait alors.
Le pouillé du diocèse de Saint-Malo (1739-1767) nous apprend que le recteur de Lourmais avait 800 livres de revenu, et que M. de Trans était seigneur de la paroisse.
ÉGLISE : Dédiée à sainte Anne, cette église se compose d'une simple nef à chevet droit ; le tout paraît de la fin du XVIe siècle ou plutôt du commencement du XVIIe siècle ; la fenêtre en ogive du chevet est murée. On a ajouté à la nef en 1860 une petite tour également ogivale.
En 1696, le sire de Combourg se fit maintenir dans son droit de supériorité à Lourmais ; mais, comme nous venons de le dire, les droits de fondation et de prééminence appartenaient au XVIIIe siècle au seigneur de Trans. Ce dernier avait même, au milieu du chœur, du côté de l'évangile, un enfeu et un tombeau élevé de terre que l'évêque de Saint-Malo pria en 1752 Mme de Trans de faire reculer, car les prêtres avaient peine à entrer dans la sacristie. Il y avait quelques fondations dans cette église, une, entre autres, pour l'entretien de la lampe.
CHAPELLES :
1. La chapelle de Landrouyère se trouvait auprès du manoir de ce nom, et l'on en voit encore les vestiges ; elle était fondée de messes, et le 27 février 1637 Claude Servayan fut pourvu de cette chapellenie.
2. La chapelle du Breil vient d'être récemment construite près du nouveau manoir de ce même nom. »

— Amédée Guillotin de Corson, pouillé historique de l'archevêché de Rennes

## Politique et administration

### Rattachements administratifs et électoraux
Lourmais appartient à l'arrondissement de Saint-Malo et au canton de Combourg depuis sa création. Le redécoupage cantonal de 2014 a modifié sa composition et le canton englobe aujourd'hui la quasi-intégralité de la communauté de communes.
Pour l'élection des députés, la commune fait partie de la troisième circonscription d'Ille-et-Vilaine, représentée depuis février 2020 par Claudia Rouaux (PS-NFP). Auparavant, elle a successivement appartenu à la circonscription de Saint-Malo (Second Empire), la 2e circonscription de Saint-Malo (IIIe République), la 6e circonscription (1958-1986) et la 2e circonscription (1988-2012).

### Intercommunalité
Depuis le 6 décembre 1995, Lourmais appartient à la communauté de communes Bretagne Romantique. Cette intercommunalité a succédé à l'association pour le développement économique du Combournais puis au SIVOM des cantons de Combourg, Tinténiac et Pleine-Fougères, fondé en décembre 1979, auquel appartenait la commune.

### Administration municipale
Le nombre d'habitants au dernier recensement étant compris entre 100 et 499, le nombre de membres du conseil municipal est de 11.

## Démographie
L'évolution du nombre d'habitants est connue à travers les recensements de la population effectués dans la commune depuis 1793. Pour les communes de moins de 10 000 habitants, une enquête de recensement portant sur toute la population est réalisée tous les cinq ans, les populations de référence des années intermédiaires étant quant à elles estimées par interpolation ou extrapolation. Pour la commune, le premier recensement exhaustif entrant dans le cadre du nouveau dispositif a été réalisé en 2007.
En 2022, la commune comptait 335 habitants, en évolution de +1,21 % par rapport à 2016 (Ille-et-Vilaine : +5,46 %, France hors Mayotte : +2,11 %).
| 1793 | 1800 | 1806 | 1821 | 1831 | 1836 | 1841 | 1846 | 1851 |
| ---- | ---- | ---- | ---- | ---- | ---- | ---- | ---- | ---- |
| 725  | 367  | 306  | 315  | 320  | 340  | 352  | 370  | 360  |

| 1856 | 1861 | 1866 | 1872 | 1876 | 1881 | 1886 | 1891 | 1896 |
| ---- | ---- | ---- | ---- | ---- | ---- | ---- | ---- | ---- |
| 335  | 391  | 368  | 377  | 360  | 367  | 390  | 385  | 348  |

| 1901 | 1906 | 1911 | 1921 | 1926 | 1931 | 1936 | 1946 | 1954 |
| ---- | ---- | ---- | ---- | ---- | ---- | ---- | ---- | ---- |
| 338  | 323  | 339  | 300  | 283  | 266  | 267  | 265  | 236  |

| 1962 | 1968 | 1975 | 1982 | 1990 | 1999 | 2006 | 2007 | 2012 |
| ---- | ---- | ---- | ---- | ---- | ---- | ---- | ---- | ---- |
| 269  | 262  | 261  | 263  | 274  | 251  | 299  | 305  | 341  |

| 2017 | 2022 | - | - | - | - | - | - | - |
| ---- | ---- | - | - | - | - | - | - | - |
| 326  | 335  | - | - | - | - | - | - | - |

## Lieux et monuments

L'église Sainte-Anne.

Il n'y a pas de monument historique protégé à Lourmais. On trouve cependant plusieurs édifices présentant un intérêt patrimonial :
- l'église Saint-Anne[30] ;
- le château du Breil, construit par l'architecte Jean-Baptiste Martenot en 1882[31] ;
- la mairie-école[32] ;
- plusieurs croix de cimetière et croix de chemin ;
- le monument aux morts[33].